# Black Magic Woman
Black Magic Woman est une chanson écrite par Peter Green d'abord sortie dans plusieurs pays comme un single de Fleetwood Mac en 1968, puis en 1969 sur les compilations English Rose (États-Unis) et The Pious Bird of Good Omen (GB). Elle devient un classique lorsqu'elle est reprise par le groupe Santana en 1970 (avec Gregg Rolie au chant), sur l'album Abraxas, atteignant une quatrième place dans les charts américains et canadiens, et devenant ainsi plus étroitement associée à Santana qu'à Fleetwood Mac.

## Version de Fleetwood Mac
Bien que loin d'être aussi populaire que la version de Santana sortie deux ans plus tard, Black Magic Woman est tout de même devenue un standard du blues rock, atteignant une 37e place dans les UK Singles Chart. Elle était jouée sur scène par Fleetwood Mac même après le départ du groupe de Peter Green, et durant les concerts du début des années 1970 elle servait de base aux longues improvisations de mi-concert. 

### Structure
Composée en Ré mineur, les couplets suivent une progression d'accords en douze mesures alternant Ré mineur septième, La mineur septième et Sol mineur septième. L'instrumentation est constituée, en plus du chant, par deux guitares, une  basse et une batterie, ainsi que diverses percussions. La progression d'accord est la suivante :
Dm7 | Dm7 | Am7 | Am7 | Dm7 | Dm7 | Gm7 | Gm7 | Dm 7 - C 7 | Bb 7 - A 7 | Dm7 | Dm7
La version originale de Peter Green par Fleetwood Mac a été enregistrée avec les guitares légèrement sous accordées.

## Version de Santana

### Généralités
La version de Santana, enregistrée en 1970, est un medley de l'originale et de Gypsy Queen (composition de Gábor Szabó, 1966), mélange de jazz, de folk hongroise et de rythmes latinos.
Le titre est devenu une chanson de base du groupe de Santana et un de ses plus gros succès. Abraxas a atteint la première place dans les charts et a reçu un quadruple disque de platine en 1986, en partie grâce à Black Magic Woman.

### Structure
Alors que la chanson suit la même structure musicale, les mêmes paroles et mélodies que la version de Peter Green, elle est très différente par une altération du schéma d'accords : 
Dm7 | Dm7 | Am7 | Am7 | Dm7 | Dm7 | Gm7 | Gm7 | Dm7 | Am7 | Dm7 | Dm7
La chanson est un mélange de blues, de rock, de jazz, de son cubain et de rythmes latinos ; l'arrangement de Santana ayant ajouté des congas, des timbales et d'autres percussions en plus de l'orgue et du piano, pour donner à la chanson originale un style plus voodoo.
L'introduction de la chanson, adaptée de Gypsy Queen de Gábor Szabó, est constituée de simples hammer-on, pull-off et slide, avant de mettre en place le solo d'introduction de Black Magic Woman. Après l'introduction, dont la progression d'accord est la même que celle des couplets, suivent huit mesures de piano solo en Ré mineur, et deux couplets chantés par le claviériste Gregg Rolie. Viennent ensuite deux couplets de guitare solo, trois couplets dont deux de chants avant de se conclure sur une version modifiée de la partie de Gypsy Queen reprise en intro.
Il existe aussi une version single de 3:15. À la radio le solo de piano est souvent omis ainsi que généralement Gypsy Queen. D'autres versions plus longues existent également dont une de 8:56.

## Autres reprises
En 1996, elle est reprise par Gary Hoey sur l'album Bug Alley. En 2000, elle est interprétée en version jazz par Patricia Barber dans son album Companion. Le guitariste  du groupe Thin Lizzy, Snowy White, l’enregistre sur son album The Way It Is (en) en 2005. Elle est également reprise par le chanteur de reggae jamaïcain Dennis Brown, parmi d'autres versions.

## Dans la culture populaire
La chanson est présente dans le jeu Guitar Hero III: Legends of Rock en tant que reprise dans la liste de chansons appelée The Hottest Band on Earth, ainsi que dans le jeu Guitar Hero: On Tour.